# Герцог Кендал
Герцог Кендал (англ. Duke of Kendal) — дворянский титул, создававшийся в системах пэрства Англии и пэрства Великобритании.
Существовали также титулы «барон Кендал» и «граф Кендал»

## История
Название титул получил от города Кендал в Камбрии. В честь него несколько раз создавался титул «граф Кендал», а также титул «барон Кендал».
В 1666 году титул герцога Кендала был создан для принца Карла Стюарта (1666—1667), сына Якова Стюарта, герцога Йоркского. Вместе с титулом герцога Кендала он получил титулы барона Вигмора и графа Холденби. Он скончался в следующем году, и все его титулы угасли.

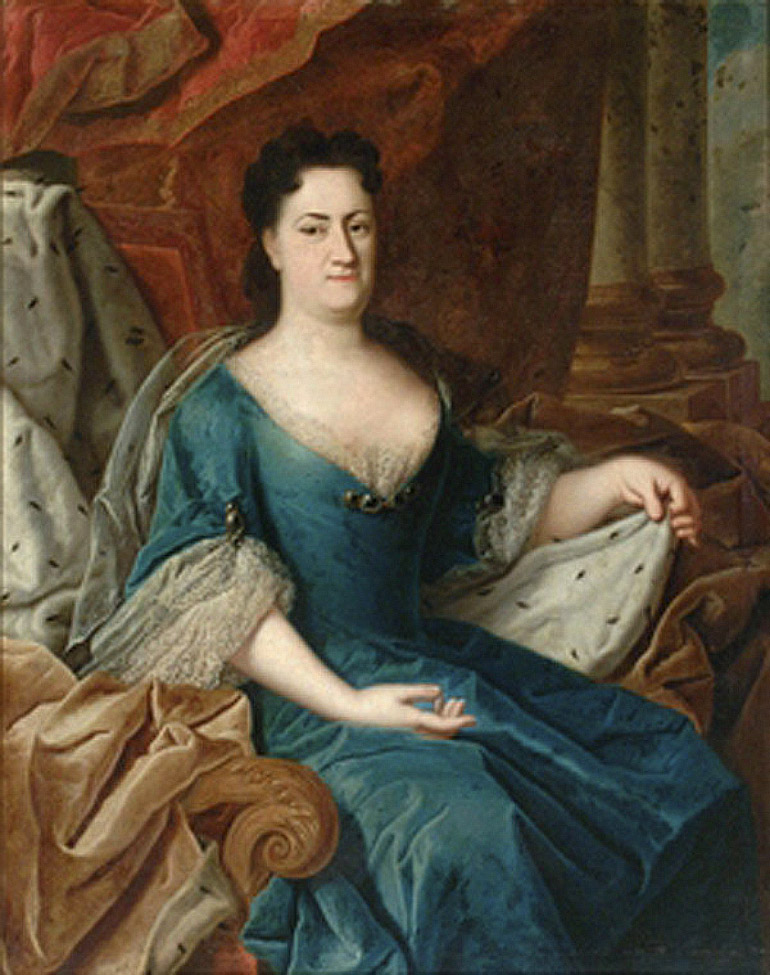
Эренгард Мелюзина фон дер Шуленбург, герцогиня Кендал и Мюнстер

19 марта 1719 года король Великобритании Георгом I создал для своей любовницы Мелюзины фон дер Шуленбург в системе пэрства Великобритании титулы герцогини Кендал, графини Февершем и баронессы Гластонберри. До этого он в 1716 году создавал для неё системе пэрства Ирландии пожизненные титулы герцогини Манстер, маркизы и графини Данганнон и баронессы Дандолк. 17 апреля 1722 года император Священной Римской империи Карл VI присвоил Мелюзине ещё и титул княгини Эберштейн.
После смерти Мелюзины её титулы угасли.
В 1816 году, во время бракосочетания принцессы Шарлотты Уэльской (дочери принца-регента) с принцем Леопольдом Саксен-Кобургским, было объявлено, что жених должен будет получить титул герцога Кендала, но этого не произошло.

## Герцоги Кендал

### Первая креация (1666, пэрство Англии)
- 1666—1667: Чарльз Стюарт (4 июля 1666 — 22 мая 1667), герцог Кендал с 1666, третий сын Якова Стюарта, герцога Йоркского (позднее короля Англии Якова II), и его первой жены Анны Хайд[5].

### Вторая креация (1719, пэрство Великобритании)
- 1719—1743: Мелюзина фон дер Шуленбург (25 декабря 1667 — 10 мая 1743), герцогиня Манстер, маркиза и графиня Данганнон и баронесса Дандолк с 1716 года, герцогиня Кендал, графиня Февершем и баронесса Гластонберри с 1719 года, княгиня Эберштейн с 1722 года[1][2][3][4].

В настоящее время титул герцога Кендала является вакантным.
Во Франции существовал также титул «герцог де Кандаль», название которого происходит английского титула графа Кендала.